# NASA Earth Science Enterprise

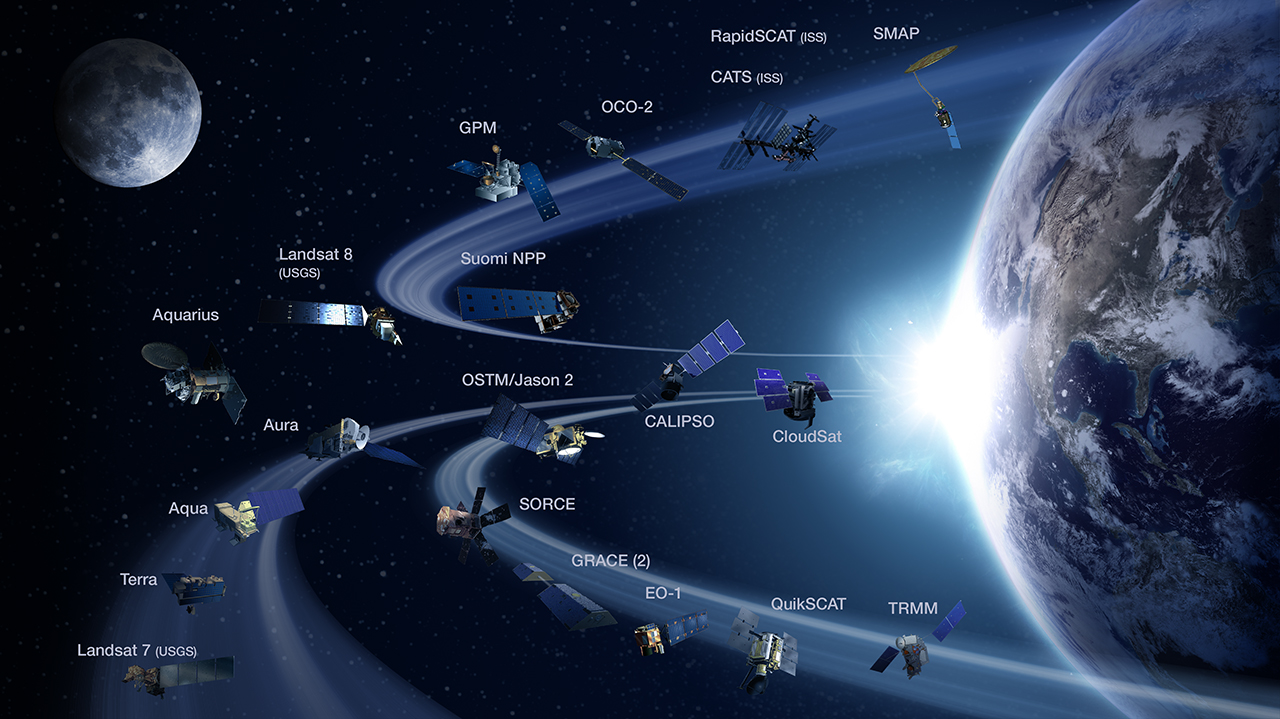
Imagen de la NASA que representa las misiones operativas de la NASA Earth Science Enterprise

La NASA Earth Science Enterprise (Empresa de Ciencias de la Tierra de la NASA, acrónimo en inglés: ESE, anteriormente llamada Mission To Planet Earth, (Misión al Planeta Tierra) es un proyecto de investigación de la NASA "preparado para desarrollar una comprensión científica del sistema terrestre y su respuesta a los desastres naturales y humanos y los cambios inducidos para permitir la predicción del clima, y los peligros naturales para las generaciones presentes y futuras".

## Visión de NASA
- Para mejorar la vida
- Para prolongar la vida
- Para encontrar vida más allá

## Misiones de NASA
- Para comprender y proteger nuestro planeta
- Para explorar el Universo y búsqueda de vida
- Para inspirar a la próxima generación de exploradores

## Ciencias de la Tierra
"Para mejorar la vida" y para "comprender y proteger nuestro planeta", la NASA realiza estudios en Ciencias de la Tierra y, como parte de su Sistema de Observación de la Tierra (EOS), lanza y mantiene satélites de observación que monitorizan el clima, la química atmosférica y los ecosistemas oceánicos y terrestres. Fue un científico de la NASA, el Dr. James Hansen, quien primero alertó al mundo de los peligros de la controvertida teoría del calentamiento global debido a los gases de invernadero emitidos por la quema humana de combustible fósil. Además, sus estudios proveen los fundamentos para entender la posibilidad de vida extraterrestre a través del Instituto de Astrobiología de NASA (NAI), en donde la atención se centra a menudo en las condiciones extremas de la vida para sobrevivir.